# Remoção de tatuagem

Exemplo de um laser de remoção de tatuagem

A remoção de tatuagem refere-se a todos os processos utilizados para eliminar uma tatuagem permanente.
A remoção pode ser feita por diversos motivos: arrependimento, um resultado final diferente do pretendido, por motivos profissionais ou porque o motivo pelo qual foi feita perdeu o seu significado. Perante esta necessidade cada vez mais crescente em remover tatuagens, foi necessário criar uma técnica de remoção deste pigmento, que por um lado seja segura, e por outro, que produza uma remoção seletiva para cada tipo de pigmento, com risco mínimo de cicatrização. Antes da existência dos lasers, existiam diversos métodos para remover tatuagens, como por exemplo, a destruição mecânica, química ou térmica dos tecidos. Estes métodos, para além de poucos seguros, eram dolorosos e o aparecimento de cicatrizes era inevitável.
Atualmente, os lasers desenvolvidos para a remoção de tatuagens, são seguros e garantem bons resultados. Os lasers mais utilizados para esse efeito são: Laser Nd: YAG Q-Switched e laser Alexandrite Q-Switched.
Esta combinação de tecnologias permitem a função de removedor de tatuagens de todas as cores, em todos os tipos de pele.
Pesquisas recentes estão investigando o potencial de tratamentos multi-pass e o uso da tecnologia de laser de picossegundos, que parecem promissores.

## Como funciona o processo de remoção de tatuagem a laser
O laser produz um pulso de luz que atua especificamente no pigmento presente na tatuagem, sem afetar a pele circundante. O pigmento da tatuagem absorve a energia do laser, fragmentando a tinta até esta ser absorvida pelo sistema linfático. Desta forma, o pigmento é eliminado de forma natural pelo organismo, sem prejuízo para este.
O número de sessões para remover uma tatuagem, depende da qualidade do pigmento, da cor do mesmo, da profundidade a que foi instalado o pigmento, metabolismo do paciente, entre outros fatores. Em geral, pigmentos mais complexos e instalados a maior profundidade, mais difíceis são de remover e mais lento se torna o processo de remoção. Em relação ao tipo de pigmento, os pigmentos de cores escuras são de mais fácil remoção, uma vez que absorvem eficazmente a luz do laser, enquanto que as cores o refletem, tornando a sua remoção mais lenta.
Atualmente, o laser é o processo mais seguro e eficaz no processo de remoção de tatuagem, sendo este método cada vez mais utilizado. A remoção de tatuagens não promove repercussões para a pele ou para o organismo, mas é importante que sejam utilizados por profissionais experientes e especializados, no sentido a garantir melhores resultados e a oferecer maior segurança.